# Peugeot 108
Peugeot 108 är en småbil tillverkad av Peugeot från och med 2014. Bilen delar teknik med Citroën C1 och Toyota Aygo av samma generation och alla tre modellerna tillverkas på en gemensam fabrik i Tjeckien. Till skillnad från de andra tillverkarna bytte Peugeot namn på sin modell vid generationskiftet, för att få samma slutsiffra som det övriga modellprogrammet. 
Bilen har trecylindrig motor på 1,0 liter och 68 hk (tillverkad av Toyota) eller 1,2 liter och 82 hk (PSA-koncernens egna motor). 

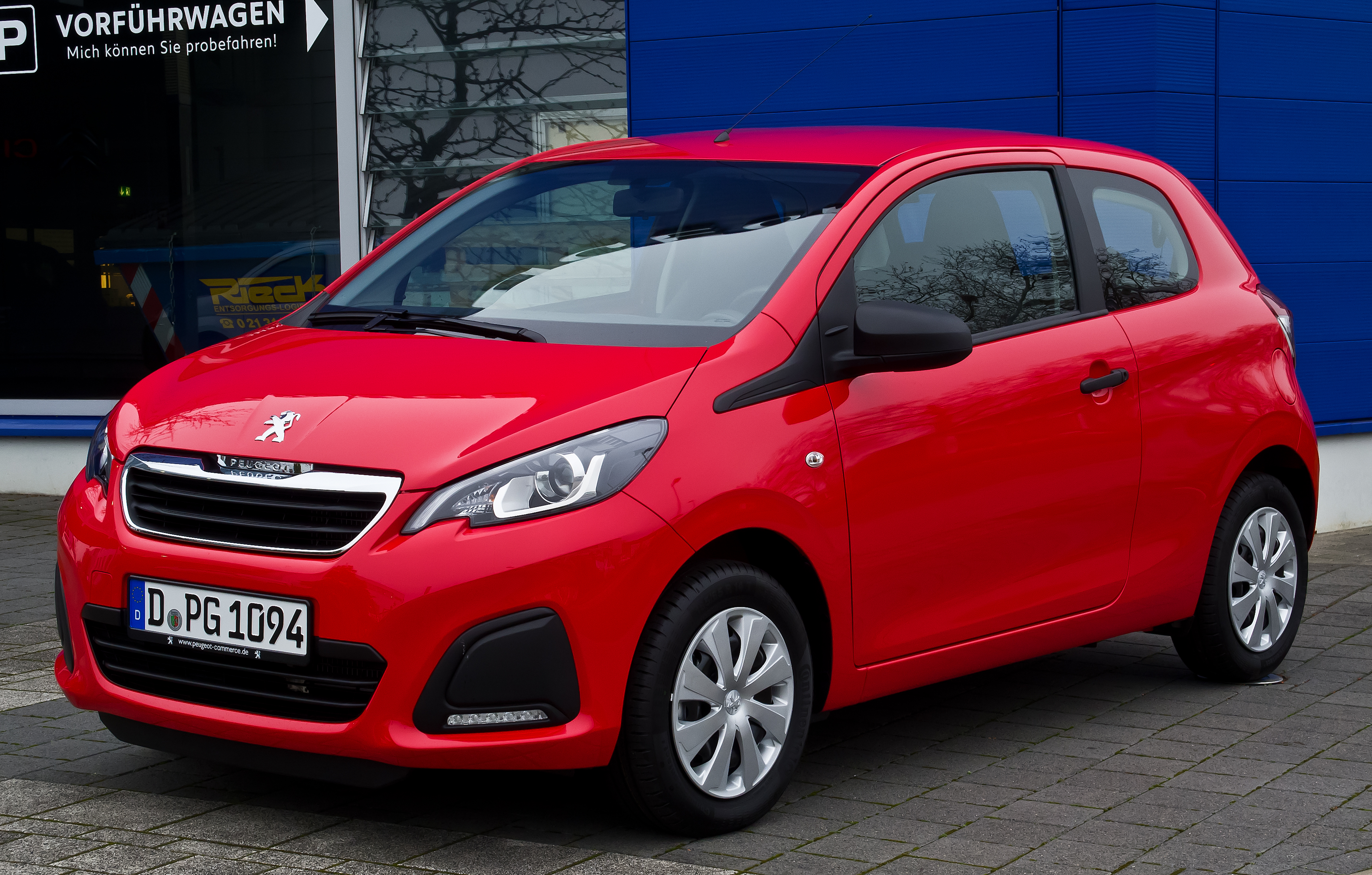

Modellen ersatte Peugeot 107 i Peugeots modellprogram.
Efter att Toyota tagit över ägarskapet helt i den gemensamma produktionen planeras nedläggning av Peugeot 108 och Citroën C1 under 2021.[uppföljning saknas] Toyota Aygo blir därmed den enda av modellerna som får en tredje generation. 